# Zvoleněves
Zvoleněves è un comune della Repubblica Ceca facente parte del distretto di Kladno, in Boemia Centrale.

## Monumenti e luoghi d'interesse
- Castello di Zvoleněves
- Chiesa di San Martino